# Goldmaid

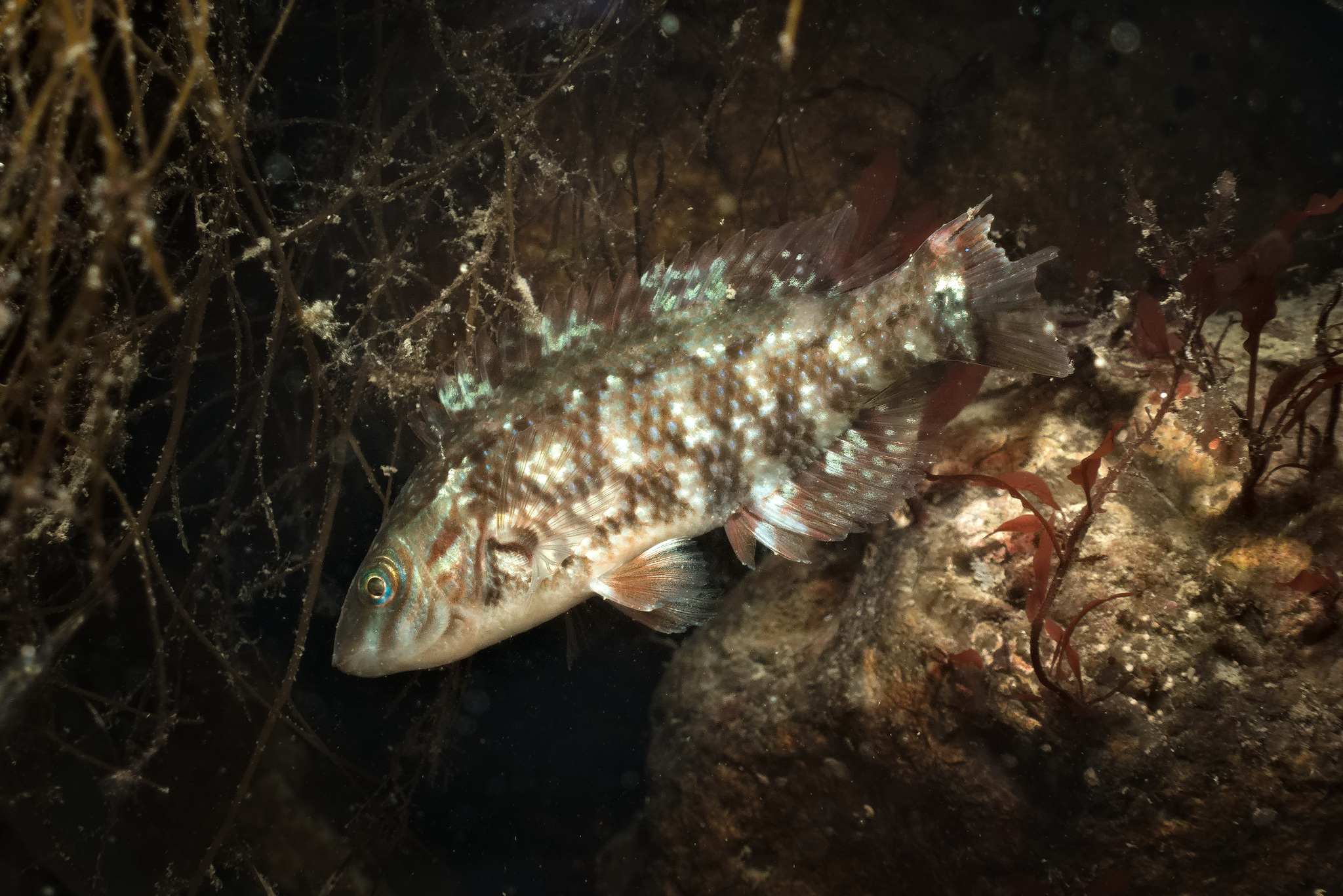
Goldmaid (Symphodus melops)

Die Goldmaid (Symphodus melops) ist eine Art der Lippfische, die im Nord- und Ostatlantik und im westlichen Mittelmeer und der Adria anzutreffen ist.

## Merkmale
Die Goldmaid hat einen seitlich abgeflachten, ovalen und hochrückigen Körper und erreicht eine Körperlänge bis maximal 28 Zentimetern. Der spitze Kopf besitzt ein endständiges Maul, das die für die Lippfische typischen wulstigen Lippen ausbildet. Die Färbung ist variabel und weist einen Sexualdimorphismus auf. Die Männchen sind in ihrer Färbung braun, rötlich oder grün mit undeutlichen Flecken und hellblauen Linien auf dem Kopf. Die Weibchen sind einheitlich dunkelbraun. Gemeinsam ist beiden Geschlechtern ein blauschwarzer, halbmondförmiger Fleck hinter den Augen sowie ein dunkler Fleck am Schwanzstiel.
Die ungeteilte Rückenflosse besitzt 14 bis 17 harte Flossenstrahlen und danach 8 bis 10 weiche, die Afterflosse 3 harte und 8 bis 11 weiche Flossenstrahlen. Die Bauchflossen sind brustständig, die Brustflossen haben 15 Strahlen. Insgesamt liegen 31 bis 37 Schuppen entlang der Seitenlinie.

## Verbreitung
Die Goldmaid ist vom nordöstlichen Atlantik von Norwegen und Großbritannien bis nach Nordafrika anzutreffen. Sie lebt außerdem in der Nord- und Ostsee sowie im Mittelmeer und der Adria.

## Lebensweise
Die Fische leben im Bereich küstennaher algenbewachsener Felsen oder Seegraswiesen in Tiefen von bis zu 30 Metern, wobei sie einzeln oder in kleinen Schwärmen auftreten. Sie ernähren sich vor allem von Krebstieren.
Die Fortpflanzungszeit reicht vom April bis zum Juni. Zu dieser Zeit werden die Männchen revierbildend und bauen Nester aus pflanzlichem Material in flachen Mulden am Meeresboden. Die Fischlarven leben pelagisch und ziehen mit einer Länge von etwa 2 Zentimetern zu den Küsten, wo sie sich in der Gezeitenzone aufhalten. Die Geschlechtsreife erreichen die Jungfische nach etwa 2 bis 3 Jahren, das maximale Lebensalter beträgt etwa 9 Jahre.

## Belege
1. 1 2 3 4  Andreas Vilcinskas: Fische - Mitteleuropäische Süßwasserarten und Meeresfische der Nord- und Ostsee. BLV Verlagsgesellschaft, München 2000; S. 136. ISBN 3-405-15848-6.
2. 1 2  Goldmaid auf Fishbase.org (englisch)